# Prix ACP-CRM

Le prix ACP-CRM est remis annuellement par l'Association canadienne des physiciens et physiciennes. Il vise à souligner l'excellence dans le domaine de la recherche en physique théorique et mathématique.

## Récipiendaires
- 1995 - Werner Israel, Université de l'Alberta
- 1996 - William G. Unruh, Université de la Colombie-Britannique
- 1997 - Ian Affleck, Université de la Colombie-Britannique
- 1998 - Richard Bond, Institut canadien de recherches avancées
- 1999 - David J. Rowe, Université de Toronto
- 2000 - Gordon Semenoff, Université de la Colombie-Britannique
- 2001 - André-Marie Tremblay, Université de Sherbrooke
- 2002 - Pavel Winternitz, Université de Montréal
- 2003 - Matthew Choptuik, Université de la Colombie-Britannique
- 2004 - Jiri Patera, Université de Montréal
- 2005 - Robert Myers, Institut Périmètre de physique théorique
- 2006 - John Harnad, Université Concordia[2]
- 2007 - Joel Feldman, Université de la Colombie-Britannique[3]
- 2008 - Richard Cleve, Université de Waterloo
- 2009 - Hong Guo, Université McGill
- 2010 - Clifford Burgess Université McMaster
- 2011 - Robert Brandenberger, Université McGill
- 2012 - Luc Vinet - Université de Montréal[4]
- 2013 - non attribué
- 2014 - Mark Van Raamsdonk, Université de la Colombie-Britannique[5]
- 2015 - Charles Gale, Université McGill[6]
- 2016 - Freddy Cachazo, Institut Périmètre de physique théorique[7]
- 2017 - Raymond Laflamme, Université de Waterloo[8]
- 2018 - Ariel Zhitnitsky, Université de la Colombie-Britannique[9]
- 2019 - Jaume Gomis, Institut Périmètre de physique théorique
- 2020 - Pas de médaille décernée
- 2021 - Robert Raußendorf
- 2022 - David London
- 2023 - Yanqin Wu
- 2024 - Bianca Dittrich